# فدریکا دی سارا
فدریکا دی سارا (زاده ۱۶ مه ۱۹۹۰) یک تنیس‌باز ایتالیایی است.
دی سارا در بازی‌های مدیترانه‌ای ۲۰۱۳ در مرسین ترکیه با هم تیمی‌اش آناستازیا گریمالسکا مدال نقره ایتالیا را به دست آورد. او همچنین مدال برنز مسابقات انفرادی را از آن خود کرد.